# Coreius
A Coreius a sugarasúszójú halak (Actinopterygii) osztályának  a pontyalakúak (Cypriniformes) rendjébe, a pontyfélék (Cyprinidae) családjába, és a Gobioninae alcsaládjába tartozó nem.

## Rendszerezés
A nemhez az alábbi 4 faj tartozik.
- Coreius cetopsis
- Coreius guichenoti
- Coreius heterodon
- Coreius septentrionalis